# مرکز پژوهش بین‌المللی اقلیم و محیط زیست
مرکز پژوهش بین‌المللی اقلیم و محیط زیست (نروژی: CICERO Senter for klimaforskning) یک مرکز پژوهشی میان‌رشته‌ای اقلیم‌شناسی و علوم محیطی/مطالعات محیطی در اسلو است. این مرکز توسط دولت نروژ در سال ۱۹۹۰ به عنوان نهادی مستقل تأسیس شد و با دانشگاه اسلو همکاری دارد. مدیریت آن در حال حاضر به عهده کریستین هال‌ورسن است که پیش از این وزیر دارایی نروژ بود.

## مدیران
- تد هانیش (۱۹۹۳–۱۹۹۰)
- هلگا هرنس (۱۹۹۶–۱۹۹۳)
- کنات آلفسن (۲۰۰۲–۱۹۹۷)
- پائول پرسترود (۲۰۱۲–۲۰۰۲)
- سیسیلی مائوتریزن (۲۰۱۳–۲۰۱۲)
- کریستین هال‌ورسن (-۲۰۱۴)